# Kara Spears Hultgreen

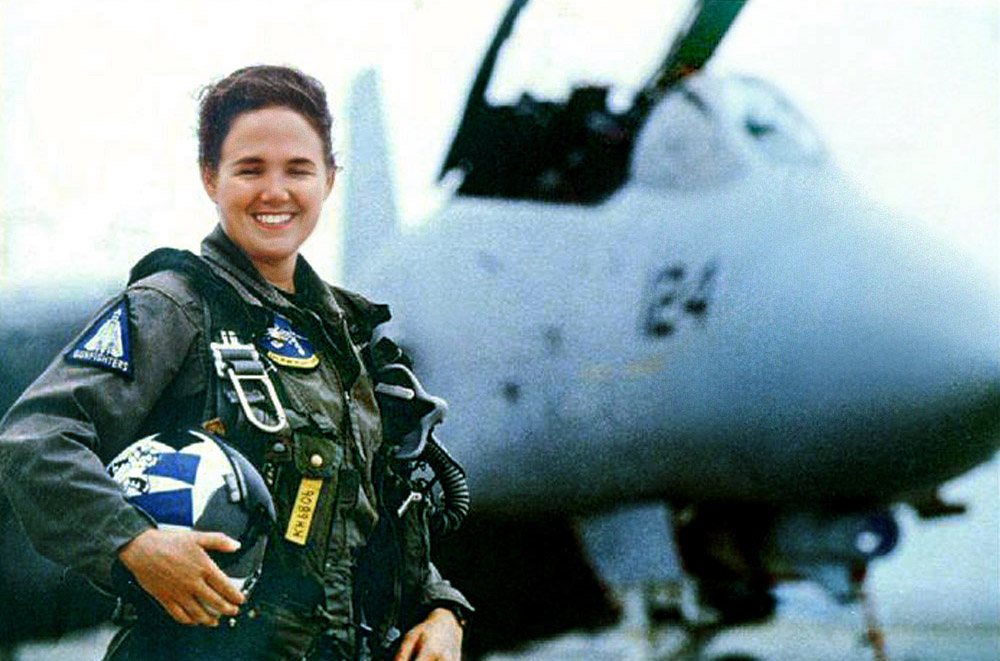
Kara S. Hultgreen im Alter von 29 Jahren vor einer F-14A

Kara Spears Hultgreen (* 5. Oktober 1965 in Greenwich, Connecticut; † 25. Oktober 1994 im Pazifischen Ozean, 50 Meilen vor der Küste von San Diego) war die erste Kampfpilotin der United States Navy im Cockpit einer F-14 Tomcat. Sie kam am 25. Oktober 1994 ums Leben, als ihr Jet beim Landeanflug auf die Abraham Lincoln nach einem durch harte Flugmanöver bedingten Triebwerksausfall außer Kontrolle geriet und ins Meer stürzte.

## Kindheit und Jugend
Kara Hultgreen war die jüngste Tochter des ehemaligen Eishockeyspielers Tor Hultgreen und dessen Frau Sally, einer studierten Juristin. Da ihr Vater, der als Makler für Holzprodukte tätig war, häufig versetzt wurde, wuchs Kara an wechselnden Orten auf. In ihrem Junior-Jahr auf der High School fasste Kara nach einem Referat über das Raumflugprogramm den Entschluss, Astronautin werden zu wollen. Sie schrieb sich für ein Studium der Luft- und Raumfahrtingenieurwissenschaften an der University of Texas ein und erwarb 1987 ihren Bachelor-Abschluss.

## Offiziers- und Flugausbildung
Hultgreen trat der US Navy bei und wurde nach ausgiebigen physischen und psychischen Tests für die Aviation Officer Candidate School in Pensacola zugelassen. Ihre Leistungen lagen in den oberen 10 Prozent der letzten Ausbildungsklassen. Sie verließ die Schule nach 14 Wochen am 6. November 1987 im Dienstgrad eines Ensign.
Die grundlegende Flugausbildung fand in Corpus Christi auf Turboprop-Maschinen des Typs Beechcraft T-34C statt. Die hier erworbene Beurteilung entschied über die weitere fliegerische Verwendung in der Marine. Hultgreen setzte ihr Training ab August 1988 in Beeville bei der Ausbildungsstaffel VT-26 mit North American T-2C Buckeyes fort. Ein wichtiger Bestandteil der Jet-Ausbildung war das Üben von Trägerlandungen. Diese wurden zunächst an Land „auf dem Trockenen“ geprobt, bevor die Schüler ein Schiff, den Ausbildungs-Flugzeugträger Lexington, anfliegen durften. Am 26. Januar 1989 erwarb Hultgreen die Carrier Qualification für die T-2C Buckeye. Die weitere Ausbildung erfolgte in der Douglas TA-4J Skyhawk und schloss ebenfalls mit der Carrier Qualification ab. Im August 1989 erhielt Kara Hultgreen als 18. Frau in Beeville ihre Fliegernadel (die Wings).
Für Frauen waren die Möglichkeiten hinsichtlich der weiteren Verwendung begrenzt, da sie auf Grund bestehender Gesetze nicht in kämpfenden Staffeln eingesetzt werden durften. Hultgreen hatte gehofft, Ausbilderin auf der F/A-18 Hornet werden zu können, bis sich die Gesetzeslage änderte, allerdings waren die entsprechenden Plätze knapp und sämtlich belegt. Stattdessen wurde sie der Staffel für taktische Elektronische Kriegführung VAQ-33 „Firebirds“ in Key West zugeteilt, um dort die EA-6 Prowler zu fliegen.
Der zukünftige Einsatz in der EW-Staffel bedeutete zunächst eine umfassende Ausbildung in elektronischer Kriegführung, die wiederum in Pensacola stattfand. Daran schloss sich ein Überlebenstraining in den Wäldern von Maine an. Ab Februar 1990 wurde sie auf dem Marinefliegerstützpunkt NAS Oceana auf der A-6E ausgebildet. Da sie allerdings nicht in einer Kampfstaffel fliegen würde, waren Waffenausbildung, Luftkampfmanöver und Trägerlandungen aus ihrem Lehrplan gestrichen, und im Verhältnis zu anderen A-6-Piloten konnte sie nur wenig der wertvollen Flugerfahrung machen. Ende März 1990 wurde sie auf den Stützpunkt in Key West verlegt.

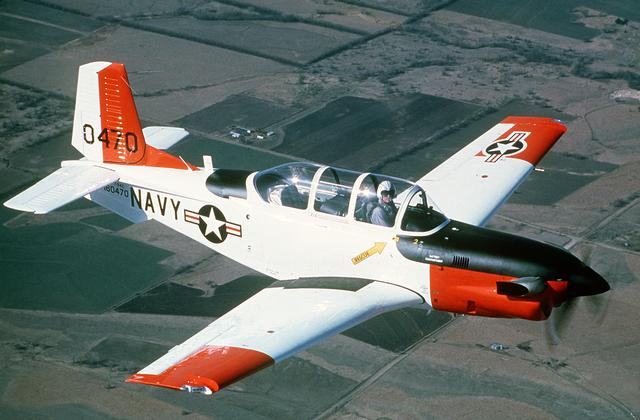
Eine T-34C Turbo Mentor in den Farben der US-Navy
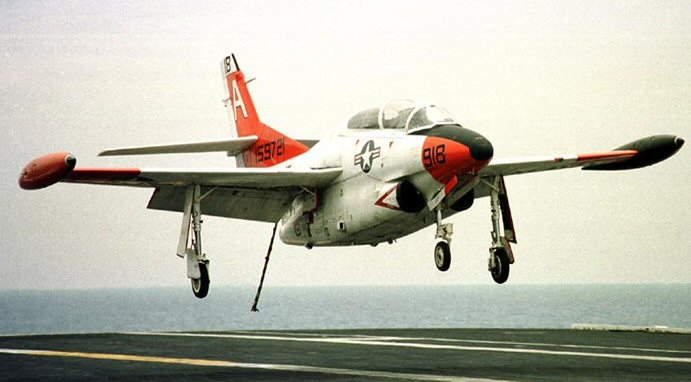
Eine North American T-2 bei Flugzeugträgerlandung
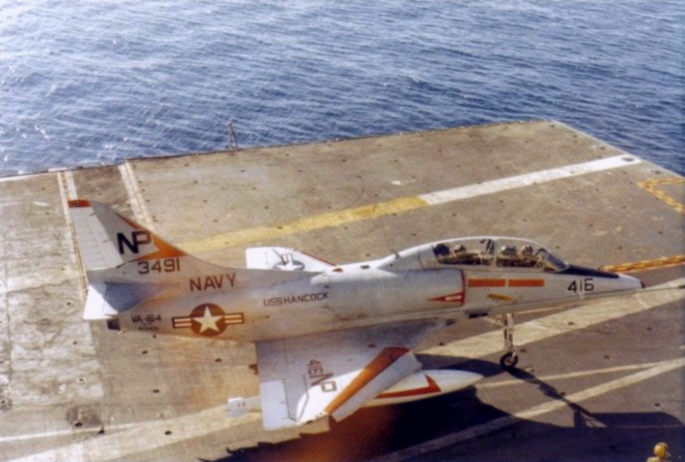
Eine TA-4F in den frühen 1970er Jahren auf einem Flugzeugträger

## Key West
VAQ-33 war eine von drei sogenannten „Aggressoreinheiten“, die zur Schulung von Flugzeugträgermannschaften in Elektronischer Kampfführung eingesetzt wurden. Hierzu wurde eine Vielzahl unterschiedlicher Flugzeugmuster geflogen, darunter Modelle wie die EA-6A, ES-3A Viking, EP-3 Orion und EA-7L Corsair II. Alle Flugzeuge waren für elektronische Kriegführung ausgerüstet worden. Die Tatsache, dass die Flugzeuge aus unterschiedlichen Quellen zur Staffel gelangt waren, teilweise modernisiert waren und teilweise nicht, führte dazu, dass kaum ein Flugzeug dem anderen in der Ausstattung glich. Ganz allgemein wurde die EA-6A bis zu ihrer Ausmusterung als „Heimat“ für sämtliche weiblichen Navy-Piloten angesehen, solange diese noch nicht Einsatzverbänden zugeteilt werden durften.
Anders als ihre Kollegen bei der US-Luftwaffe haben Marineflieger auch einen „Boden-Job“. Kara Hultgreen hatte die Funktion eines Presseoffiziers. Die Arbeit unterschied sich nicht grundlegend von den typischen Aufgaben einer kombinierten Marketing/PR-Abteilung in einem Wirtschaftsunternehmen. Außer den Kontakt zur Presse zu pflegen, musste das Zwei-Frau-Pressebüro der VAQ-33 auch verschiedene Veranstaltungen des Staffel-Lebens organisieren.
Am 27. Januar 1991 übernahm Hultgreen zum ersten Mal die Führung einer Formation. Außer Hultgreens EA-6A gehörten eine ERA-3B „Whale“ und zwei Hornets dazu. Die Maschinen sollten mit der Trägergruppe der USS Forrestal trainieren. Das Unternehmen endete in einem Fiasko, als die Formation infolge eines defekten Funkgeräts auf der führenden EA-6A auseinanderbrach. Immerhin erhielt die Forrestal das wichtige EW-Training, bevor sie in den Persischen Golf aufbrach, und alle Flugzeuge kehrten sicher zur Basis zurück.
Weitere Missgeschicke festigten das Bild, das einige ihrer männlichen Staffelkollegen von Hultgreen hatten. Nachdem sie im Mai 1991 aus Whidbey Island vom „Prowler Symposium“ zurückgekehrt war, mussten die Flügel ihrer EA-6A getauscht werden, da aus vielen Haarrissen Treibstoff auslief. Dies war ein Symptom für eine Überlastung der Flügel durch zu harte Manöver. Hultgreen hatte die Risse nicht verursacht, konnte den Verdacht aber zunächst nicht ausräumen.
Im Juli 1991 wechselte Hultgreen vom Pressebüro in die Wartungsabteilung, fortan war sie für die Weiterbildung von etwa 70 Mechanikern verantwortlich.

## 1992

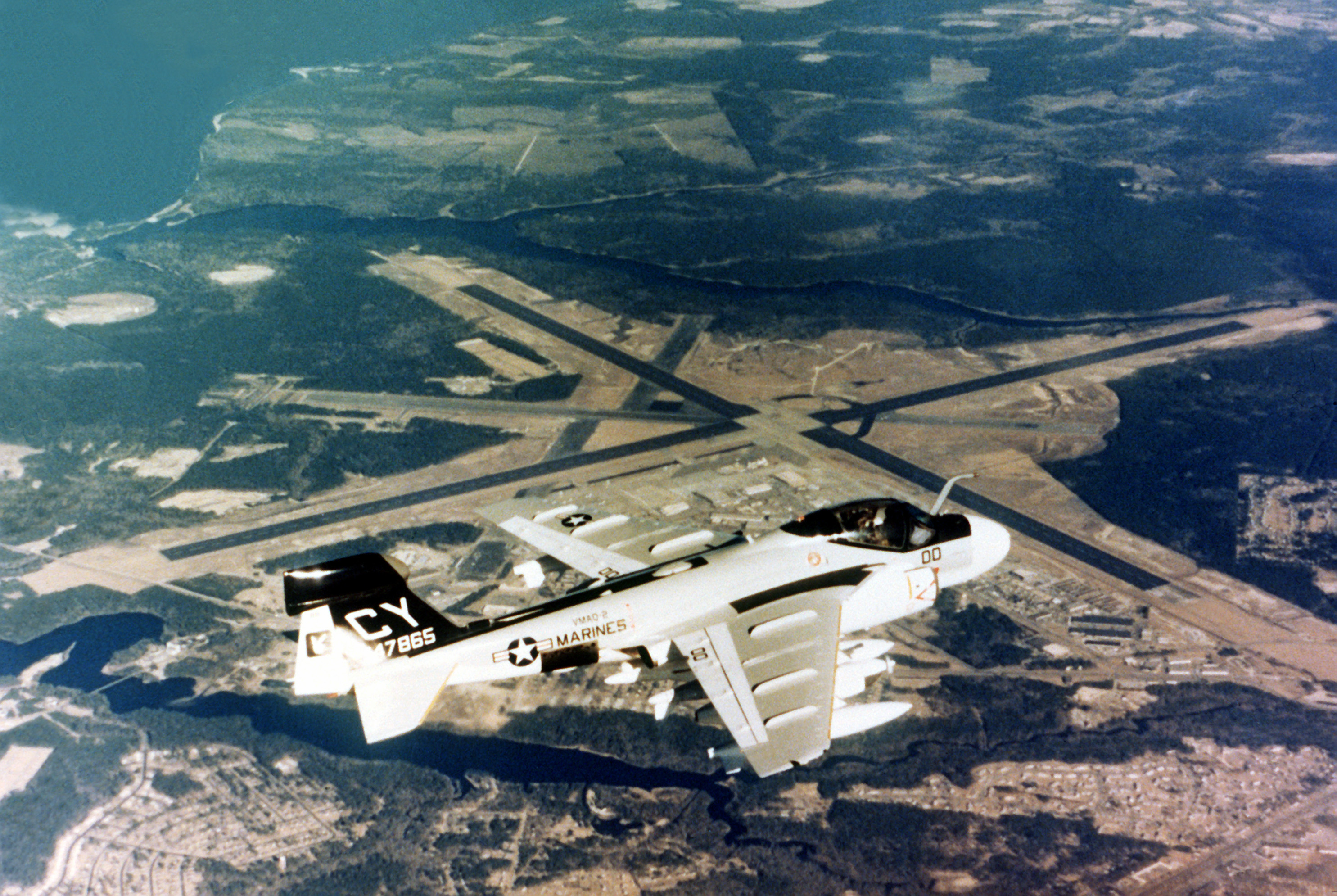
Eine EA-6B Prowler über Marine Corps Air Station Cherry Point, North Carolina

Anfang 1992 zerschlug sich die Aussicht, dass VAQ-33 auf F/A-18 Hornets umgestellt werden würde. Es stellte sich als schwierig bis unmöglich heraus, die vorhandenen Elektronikbehälter der Marine an der Hornet anzubringen. Stattdessen würde der EA-6A-Bestand der Staffel vergrößert werden und die alte A-3 außer Dienst gestellt. Ungefähr 1993 würde die Staffel dann aufgelöst werden und die Aufgaben der EW-Trainingsstaffeln sollten von der Marinereserve mit Grumman EA-6B Prowlern übernommen werden.
Bei der Landung am 10. Oktober 1992 in Pensacola ließ sich das rechte Hauptfahrwerk an Hultgreens Maschine nicht ausfahren. Als Folge hätte der rechte Flügel bei der Landung den Boden berühren und das Flugzeug sich anschließend überschlagen können. Während Hultgreen und ihr Navigator Ron Lotz über dem Stützpunkt kreisten, um möglichst viel Treibstoff zu verbrennen und das klemmende Fahrwerk durch Flugmanöver doch noch auszufahren, bereitete man am Boden die Notlandung vor. Diese sollte wie eine Flugzeugträgerlandung funktionieren, Hultgreen musste mit dem Fanghaken ein ausgelegtes Stahlseil treffen, das das Flugzeug möglichst schnell bremsen würde. Nach einem Testanflug gelang es ihr, das Flugzeug mit dem linken Rad aufzusetzen. Der Jet kippte auf das Vorderrad und fing das Seil. Der rechte Flügel blieb bis kurz vor dem endgültigen Stopp in der Luft und setzte dann mit der Spitze auf. Das Flugzeug vollführte noch eine halbe Drehung nach rechts und kam dann zum Stehen. Der Schaden am Flugzeug betrug lediglich 16 Dollar für eine neue Flügelspitze. Die Besatzung blieb unverletzt und der 4 Millionen Dollar teure Störsender unter dem rechten Flügel wurde nicht beschädigt. Hultgreen sollte für eine Air Medal vorgeschlagen werden, doch ihr kommandierender Offizier lehnte den Antrag ab.

## Combat Exclusion Laws

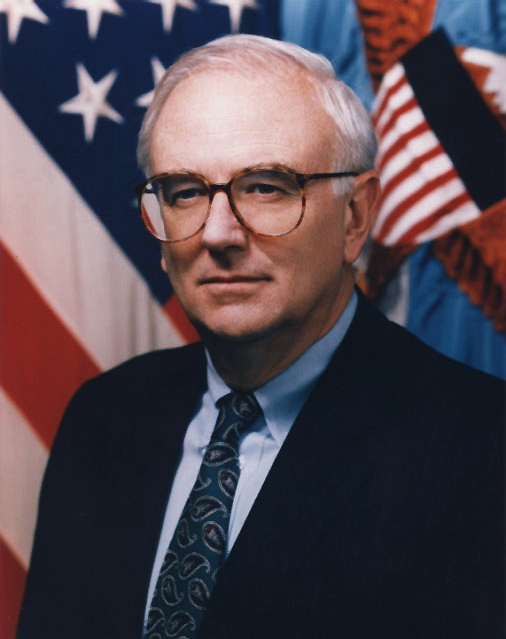
Ehemaliger US-Verteidigungsminister Les Aspin

Am 17. April 1993 trat in Falls Church (Virginia) das Defense Advisory Committee on Women in the Services (DACOWITS) zusammen. Dieses Komitee hatte seit 1975 immer wieder empfohlen, die Combat Exclusion Laws aufzuheben. Seit zwei Monaten unterstützte nun auch die Navy ganz offiziell die Frauen in ihrem Anliegen. Nur noch ein Regierungsbeschluss war nötig. Hultgreen und weitere Pilotinnen nahmen die Gelegenheit wahr, direkt mit den Komiteemitgliedern sprechen zu können. In einer Podiumsdiskussion standen Hultgreen und eine weitere Pilotin auf und stellten dem Luftwaffengeneral McPeak eine Frage, auf die er kein Gegenargument wusste: Ob ihm von irgendeiner bestehenden gemischtgeschlechtlichen Staffel bekannt sei, dass dort Probleme bei der Zusammenarbeit von Männern und Frauen existierten. McPeak sagte schließlich, was er wirklich dachte: Dass es keine Gründe gab, warum Frauen nicht im Kampf fliegen sollten, und dass er lediglich Vorurteilen nachhing. Dieses Geständnis des Generals brachte den Verteidigungsminister Les Aspin dazu, am 28. April 1993 zu verkünden, dass Frauen fortan gleichberechtigt Kampfflugzeuge fliegen durften.

## Miramar
Für Hultgreen entwickelten sich die Dinge anders als geplant. Sie wollte unbedingt an der Westküste dienen, aber dort konnte die Navy sie nicht auf der F/A-18 ausbilden. Stattdessen entschied sie sich für die aus dem Film Top Gun bekannte F-14 Tomcat und wurde zur Ausbildung an die Naval Air Station Miramar versetzt. Sie würde auf der alten F-14A mit ihren störanfälligen TF-30-Triebwerken trainieren, und nicht auf der moderneren F-14D „Super Tomcat“.
Neben Hultgreen wurden bei der Trainingsstaffel VF-124 „Gunfighters“ in Miramar zwei weitere Frauen als Pilotinnen ausgebildet. Zur selben Zeit wurde in San Diego der Flugzeugträger Abraham Lincoln so umgebaut, dass Frauen an Bord mitreisen konnten. Neben den Schlafräumen betraf dies vor allem die sanitären Einrichtungen. Im Frühjahr 1995 würde die Abraham Lincoln in den Persischen Golf auslaufen und Hultgreen und ihre Kolleginnen würden dabei sein. Der Zeitplan war nicht eng gesteckt. Während der Kennenlern-Tour durch die Büros der Vorgesetzten lernte Hultgreen auch Lt. Neil „Waylon“ Jennings kennen, mit dem sie später ihren tödlichen letzten Flug absolvieren würde.
Während der Ausbildung schnitt Hultgreen in den meisten Disziplinen als Kursbeste oder Zweitbeste ab. Lediglich die Qualifikation für Trägerlandungen schaffte sie erst im zweiten Anlauf und schloss leicht über dem Durchschnitt als dritte von sieben Piloten ab. Mit ihrer abschließenden Landung auf der Constellation am 24. Juli 1994 wurde Kara Hultgreen zur ersten voll qualifizierten F-14 Pilotin der Navy.
Hultgreen trat den VF-213 „Blacklions“ in Miramar bei, die der USS Abraham Lincoln zugeteilt waren. Bei ihrer Ankunft erhielt sie das Rufzeichen, unter dem sie nach ihrem Tod bekannt wurde. Da sie kurz vorher für das Fernsehen interviewt worden war, war sie noch entsprechend geschminkt. Ihre Staffelkollegen nannten sie fortan „Revlon“.
Im Oktober 1994 begann die Trägergruppe der Abraham Lincoln mit Vorbereitungen zum Einsatz im Persischen Golf. Der Air Wing der Abraham Lincoln übte Langstrecken-Angriffe in Fallon (Nevada). Die Tomcats flogen dabei hauptsächlich Jagdschutz für die bombenwerfenden Hornets und warfen auch selbst einige Bomben ab.

## Unfalltod am 25. Oktober 1994
Am 25. Oktober sollten noch mehrere Tomcats von Miramar zur Abraham Lincoln überführt werden. Der Träger hatte San Diego am Tag zuvor verlassen. Mit Hultgreen im Flugzeug Lion 103 (eine F-14A, BuNo 160390) flog als Waffensystemoffizier (RIO) Lt. Matthew Klemish. Die Führung der Zweierformation hatte Lt. Neil „Waylon“ Jennings mit Lion 116, der von der „Aggressor“-Staffel in Miramar zur VF-213 versetzt worden war. Nach knapp einer Stunde Flug näherten sich die Flugzeuge gegen 15 Uhr Ortszeit der Abraham Lincoln. Um das vorgeschriebene Landehöchstgewicht einzuhalten, wurde Treibstoff abgelassen.
Hultgreen ging auf Abstand zu Jennings, um ohne Warteschleifen in einem Zug landen zu können. Jennings musste den Endanflug zunächst abbrechen, da das Flugdeck noch nicht geräumt war. Um 15:01 Uhr schwenkte Lion 103 zum Endanflug ein, befand sich allerdings rechts von der Ideallinie. Hultgreen korrigierte entgegen den Vorschriften mit viel linkem Seitenruder. Das Handbuch der F-14 warnt ausdrücklich vor einem solchen Vorgehen (Sideslip), da es hierbei zu einem Triebwerksausfall durch verschlechterten Lufteinstrom kommen könne. Dies geschah dann auch: Das linke Triebwerk erlitt einen Strömungsabriss (engl.: „stall“) in der Kompressorstufe, sodass das Triebwerk keinen Schub mehr produzierte. Die Nase schwenkte zwar wie gewollt nach links, aber durch den asymmetrischen Schub beim Ausfall eines Triebwerks aufgrund ihrer weit auseinander liegenden Anordnung bei der F-14 kam es zu einer Verstärkung der Seitwärtsbewegung. Das Flugzeug wurde langsamer und verlor unverhältnismäßig an Höhe, die Nase kam hoch und der Jet rollte nach links, da auf der rechten Seite das verbliebene Triebwerk weiter Schub lieferte.
Hultgreen brach daraufhin den Landeanflug ab, aktivierte die Nachbrenner und versuchte, das Flugzeug nach links vom Schiff wegzusteuern, da akute Kollisionsgefahr bestand. Dies verschlimmerte die Situation, da der einseitige Schub die Seitwärtsbewegung derart verstärkte, dass sie auch durch Gegenkorrekturen am Ruder nicht aufgefangen werden konnte. Als der Jet schneller zu rollen begann und die Nase in Richtung Wasser zeigte, löste Klemish den Schleudersitz aus. Der hinten sitzende RIO wurde 0,9 Sekunden später als erster aus dem Flugzeug geschossen, der Rollwinkel betrug zu diesem Zeitpunkt ca. 90° links. Damit sich Pilot und RIO in der Luft nicht treffen, werden sie um 0,4 Sekunden zeitversetzt und nicht senkrecht, sondern um je 20° seitlich versetzt herausgeschossen – der RIO nach rechts, der Pilot nach links. Als Hultgreens Sitz auslöste, betrug der Rollwinkel bereits 110° – zu viel für einen sicheren Ausstieg. Mit geschätzt 250 km/h schlug sie in ihrem Sitz auf der Wasseroberfläche auf.
Die spätere Obduktion der Leiche ergab als Todesursache Aufprallverletzungen und Ertrinken. Von den festgestellten Verletzungen war keine direkt tödlich, allerdings ließ sich nicht sagen, ob sie in der Summe zu überleben gewesen wären. Fest steht, dass der Sitz sich durch den Aufprall nicht mehr wie beabsichtigt abtrennte und Hultgreen unter Wasser zog. Lt. Klemish überstand den Ausstieg mit kleinen Blessuren und wurde nach vier Minuten aus dem Wasser gerettet.

## Bergung und Begräbnis
Die Bergung von Leiche und Flugzeug gestaltete sich schwierig, da beide in etwa 1200 m Tiefe lagen. Nach 19 Tagen konnten Hultgreens Leiche und der Schleudersitz geborgen werden. Erst im dritten Anlauf am 21. Dezember 1994 gelang es, den Jet zu heben. Dazu mussten mit einem Tauchroboter Stahlseile am Wrack befestigt werden, dieses wurde danach zur Untersuchung auf die NAS North Island bei San Diego gebracht.
Am 21. November 1994 wurde Kara Spears Hultgreen auf dem Nationalfriedhof Arlington mit militärischen Ehren bestattet. Zuvor war bereits in San Antonio ein Gedenkgottesdienst inklusive Überflug von vier Tomcats in der Missing-Man-Formation abgehalten worden. In Arlington wurde der Sarg von einer vierspännigen Kutsche zur vorgesehenen Grabstelle gefahren. Bei der Zeremonie war auch Marineminister John Dalton anwesend und kondolierte der Familie.

## Unfallursachen

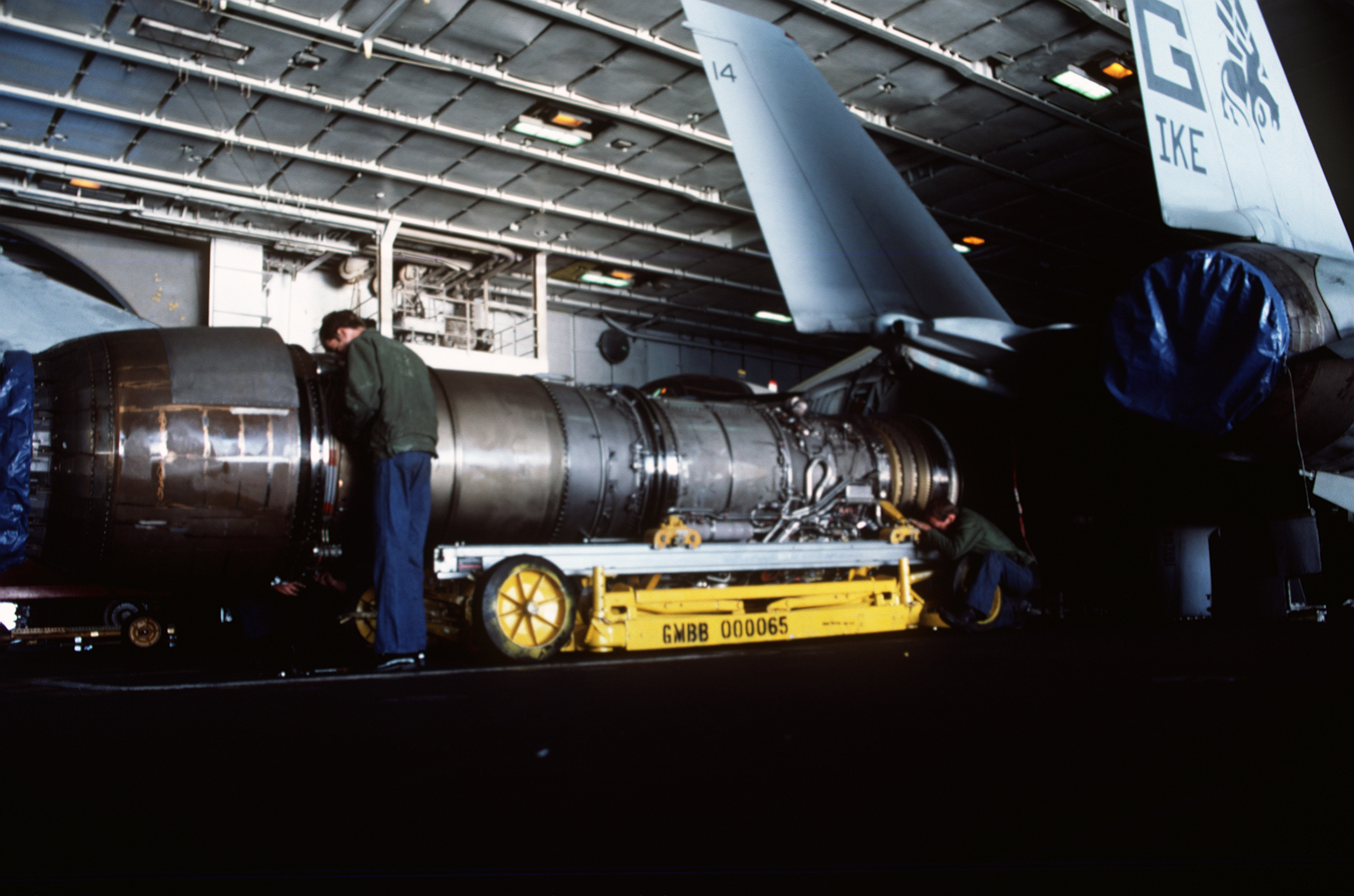
Eine Turbofanturbine Pratt&Whitney TF30-P-412 beim Einbau in eine F-14A der VF-143

Bereits kurz nach dem Unfall war ein Kompressor-Stall als Unfallursache in der Diskussion. Aussagen von Klemish und die Auswertung der Videoaufzeichnung des Anflugs bestätigten dies; nur das rechte Triebwerk hatte zuletzt eine Abgasfahne. Das Hauptinteresse bei der Untersuchung des Wracks galt daher dem linken TF-30-Triebwerk. Dabei wurde festgestellt, dass dieses zum Unfallzeitpunkt voll funktionsfähig war, allerdings hatte es ein verklemmtes „Mid-Compression Bypass“-Ventil (MCB), über welches bei drohendem Kompressor-Stall Luft im Triebwerk umgeleitet wird, damit der Luftstrom in der Kompressorstufe nicht abreißt. Dieses Ventil hatte sich durch Verschleiß und Verschmutzung in geschlossener Position verklemmt, was die Toleranz des Triebwerks für Kompressor-Stalls um geschätzte 26 Prozent verringerte. Durch Hultgreens heftige Seitenruder-Kurskorrektur und die während des Anflugs erfolgten Änderungen der Drehzahl des Triebwerks wurde die Toleranz weiter reduziert, beide Faktoren befanden sich aber noch innerhalb normaler Parameter und hätten nicht zu einem Strömungsabriss geführt, wenn das MCB funktioniert hätte. Normalerweise hätte ein solcher Schubverlust im Triebwerk sowohl dem Piloten als auch dem RIO deutlich per Leuchtmelder angezeigt werden müssen. Aussagen von Klemish lassen jedoch darauf schließen, dass der Kompressor-Stall nicht gemeldet worden war und die Crew somit nicht wusste, dass sie sich in einer gefährlichen Situation befand, bis es bereits zu spät war.
Durch die weit auseinanderliegenden Triebwerke entwickelt die F-14 eine starke Seitwärtsbewegung, wenn ein Triebwerk ausfällt, zusätzlich zu der Tendenz, in Richtung des ausgefallenen Triebwerks zu gieren und zu rollen. Dabei wird in kurzer Zeit ein sehr hoher Anstellwinkel erreicht. Wenn es dem Piloten nicht gelingt, diesen zu begrenzen und die Wende zum erloschenen Triebwerk hin zu unterbinden, wird die Vorwärtsgeschwindigkeit so gering, dass der Jet einen totalen Strömungsabriss erleidet und unkontrollierbar in Richtung Boden fällt. Bis etwa 14° Anstellwinkel ist das Flugzeug laut NATOPS-Handbuch kontrollierbar, in Simulatortests waren auch knapp 20° noch beherrschbar. Bei diesen 20° geriet auch Hultgreens Jet außer Kontrolle.

### Wäre der Absturz zu verhindern gewesen?
Diese Frage wurde vor allem in den Medien immer wieder gestellt. Eine mögliche Antwort auf diese Frage geben die Versuche der Schwesterstaffel VF-211, deren Commander James Winnefeld sich mit acht seiner Piloten in den Simulator setzte und den Unfall nachstellte. Obwohl den Piloten gesagt wurde, dass ihr linkes Triebwerk im Endanflug ausfallen würde, gelang es nur demjenigen mit der meisten Flugerfahrung, Winnefeld selbst, das Flugzeug im ersten Versuch heil aus der Situation herauszufliegen. Die Glaubwürdigkeit dieser Simulatortests wurde später in Zweifel gezogen. Das Auffangen eines Flugzeugs mit nur einem funktionierenden Triebwerk und hohem Anstellwinkel im Endanflug wurde vor Hultgreens Unfall in der Navy nicht trainiert. Die Kritiker wandten ein, dass man als Pilot aber sehr wohl darauf gekommen sein könnte, in dieser Situation einfach Standard-Prozeduren zum Abfangen eines Strömungsabrisses auszuführen. Wenn man die Piloten der VF-211 vorab über Hultgreens tatsächliches Vorgehen instruiert hätte, hätten diese aber wahrscheinlich versucht, das Flugzeug auf Hultgreens Art herauszufliegen, die Simulator-Tests wären somit verfälscht worden.

### Der Mishap Investigation Report (MIR)
Obige Überlegungen führten zur offiziellen Erklärung des Unfalls, die im Abschlussdokument der JAG-Untersuchung niedergelegt wurde und von Vizeadmiral Robert J. Spane der Öffentlichkeit mitgeteilt wurde.
Zusätzlich zum offiziellen JAG-Report wird bei Unfällen eine zweite unabhängige Untersuchung von einer Kommission (Aircraft Mishap Board, AMB) durchgeführt, in der erfahrene Piloten sitzen. Ziel ist, der Unfallursache so auf den Grund zu gehen, dass sie zukünftig verhindert werden kann. Das AMB erstellt ein vertrauliches Dokument, den Mishap Investigation Report (MIR). Er besteht aus einer detaillierten Beschreibung des Unfallhergangs und möglichen Thesen zu Ursachen und Folgen. Jeder mögliche Gedanke wird evaluiert und schließlich von der Kommission entweder akzeptiert oder zurückgewiesen. Es können also auch Vermutungen und Meinungen geäußert werden. Das MIR ist nur allerhöchsten Stellen zugänglich, die daraus ihre Schlüsse ziehen und in ihrem Verantwortungsbereich Maßnahmen treffen sollen, um Unfälle künftig womöglich zu verhindern. Die vertrauliche Vorgehensweise mit MIRs hat sich in der Navy bewährt, seit Einführung des Marineflieger-Sicherheitsprogrammes haben sich die Unfälle um etwa den Faktor 10 reduziert.
Im Falle von Lt. Hultgreen wurde das vertrauliche MIR von einem Unbekannten mit der Begründung, dass es dem JAG-Report widerspreche und den Unfall vor allem Pilotenfehlern zuschreibe, an die Presse weitergegeben. Einige Medienvertreter witterten eine Story: Die Navy könnte etwas vertuscht haben wollen, um nicht zugeben zu müssen, dass eine Frau einen Fehler gemacht hatte. Die Argumente konzentrierten sich auf die Tatsache, dass Hultgreen es nicht geschafft hatte, das Flugzeug aus der Situation herauszufliegen, es bei Anwendung korrekter Methoden aber möglicherweise hätte schaffen können. Hultgreen hätte somit einen Anfängerfehler begangen, den die Navy gerne unter den Tisch kehren wollte, um nicht zugeben zu müssen, dass Frauen bevorzugt behandelt, aber ungenügend ausgebildet werden. Eine Rettung des Flugzeugs wäre jedoch nur möglich gewesen, wenn Hultgreen frühzeitig erkannt hätte, dass das linke Triebwerk ausgefallen war. Das AMB schrieb jedoch explizit in seinem Bericht, dass es davon ausgeht, dass der Kompressor-Stall nicht per Leuchtmelder ins Cockpit signalisiert worden war. Wenn aber ohnehin keine Chance mehr bestanden hatte, das Flugzeug noch abzufangen, waren darauf folgende Pilotenfehler für den Absturz nicht verantwortlich. Dies war auch die – möglicherweise unglücklich kommunizierte – Aussage des JAG-Reports.

### Konsequenzen
Gemäß den Empfehlungen der MIR-Kommission ergriff die Navy Maßnahmen, um zukünftige Unfälle zu verhindern. An der gesamten mit TF-30-Triebwerken ausgestatteten F-14-Flotte wurde eine sofortige Inspektion vorgenommen, um die Freigängigkeit der MCB-Ventile sicherzustellen. Auch zukünftig sollte auf dieses Bauteil mehr geachtet werden und es mittelfristig durch eine modernere Konstruktion ersetzt werden. Die Triebwerke sollten häufiger auf dem Prüfstand getestet werden, um ihre Schub- und Stall-Toleranz zu prüfen. Die Lehrpläne für die Pilotenausbildung wurden um Landeprozeduren mit einem Triebwerk erweitert. Die Tatsache, dass während des Unfalls keine Kommunikation über die Intercom des Flugzeugs stattfand, führte zur Empfehlung an alle Crews, während kritischer Flugphasen intensiv zu kommunizieren.
1997 wurde Kara Hultgreens Mutter Sally Spears als Beraterin ins Defense Advisory Committee on Women in the Services (DACOWITS) berufen. 1998 veröffentlichte sie die Biografie ihrer Tochter unter dem Titel Call Sign Revlon. The Life and Death of Navy Fighter Pilot Kara Hultgreen.